# Daniel Montes de Oca
Daniel Montes de Oca Escalante (Ciudad de México; 3 de enero de 1952) es un exfutbolista mexicano que jugaba en la posición de defensor. Entre 1971 y 1980, completó un total de nueve apariciones internacionales con la selección mexicana.

## Trayectoria
Recibió su primer contrato profesional en 1970 con el Club Necaxa. Cuando este club fue adquirido por un consorcio español en 1971 y rebautizado como Atlético Español, se mudó al rival de la ciudad Atlante, donde jugó primero hasta 1975 y luego nuevamente de 1979 a 1985.

## Clubes
| Club                     | País   | Año       |
| ------------------------ | ------ | --------- |
| Necaxa                   | México | 1970-1971 |
| Atlante                  | México | 1971-1975 |
| Leones Negros de la UdeG | México | 1975-1979 |
| Atlante                  | México | 1979-1985 |

## Palmarés

### Títulos internacionales
| Título                           | Equipo                   | País   | Año  |
| -------------------------------- | ------------------------ | ------ | ---- |
| Copa de Campeones de la Concacaf | Leones Negros de la UdeG | México | 1978 |
| Copa de Campeones de la Concacaf | Atlante                  | México | 1983 |